# Physopsis
Physopsis là một chi thực vật có hoa trong họ Hoa môi (Lamiaceae).

## Loài
Chi Physopsis gồm các loài:
1. Physopsis chrysophylla (C.A.Gardner) Rye
2. Physopsis chrysotricha (F.Muell.) Rye
3. Physopsis lachnostachya C.A.Gardner
4. Physopsis spicata Turcz.
5. Physopsis viscida (E.Pritz.) Rye